# Allioniellopsis
Allioniellopsis, monotipski rod pravih mahovina u porodici Sematophyllaceae. Jedina vrsta je  A. cryphaeoides
Rod i vrsta opisani su 1982.

## Sinonimi
- Allioniella cryphaeoides Broth.